# 음력 11월 25일
음력 11월 25일은 음력 11월의 25번째 날이다.

## 사건
- 1992년 - 대한민국 대통령 선거에서 김영삼 후보가 당선되다.

## 문화
- 1961년 - 대한민국, 서력기원 채용 및 만 나이 도입.
- 2019년 -
  - KBS 연예대상에서 슈퍼맨 아빠들(도경완, 문희준, 박주호, 샘 해밍턴, 홍경민)이 대상수상 하였다.
  - ● 서울 지하철 6호선 신내역이 개통되었다.

## 탄생
- 1501년 - 조선의 대성리학자 퇴계 이황.
- 1986년 - 대한민국의 가수 송가인.

## 사망
- 1956년 - 한국의 교육인 김도태.

## 같이 보기
- 음력 360일: 1월 2월 3월 4월 5월 6월 7월 8월 9월 10월 11월 12월
- 전날:11월 24일 다음날:11월 26일 - 전달:10월 25일 다음달:12월 25일
- 양력:11월 25일
- 음력, 윤달